# Falasarna
Falasarna o Phalasarna (en grec antic Φαλάσαρνα) va ser una ciutat de Creta al nord-oest de l'illa, una mica al sud del cap Coricos (actualment, al municipi de Kíssamos).

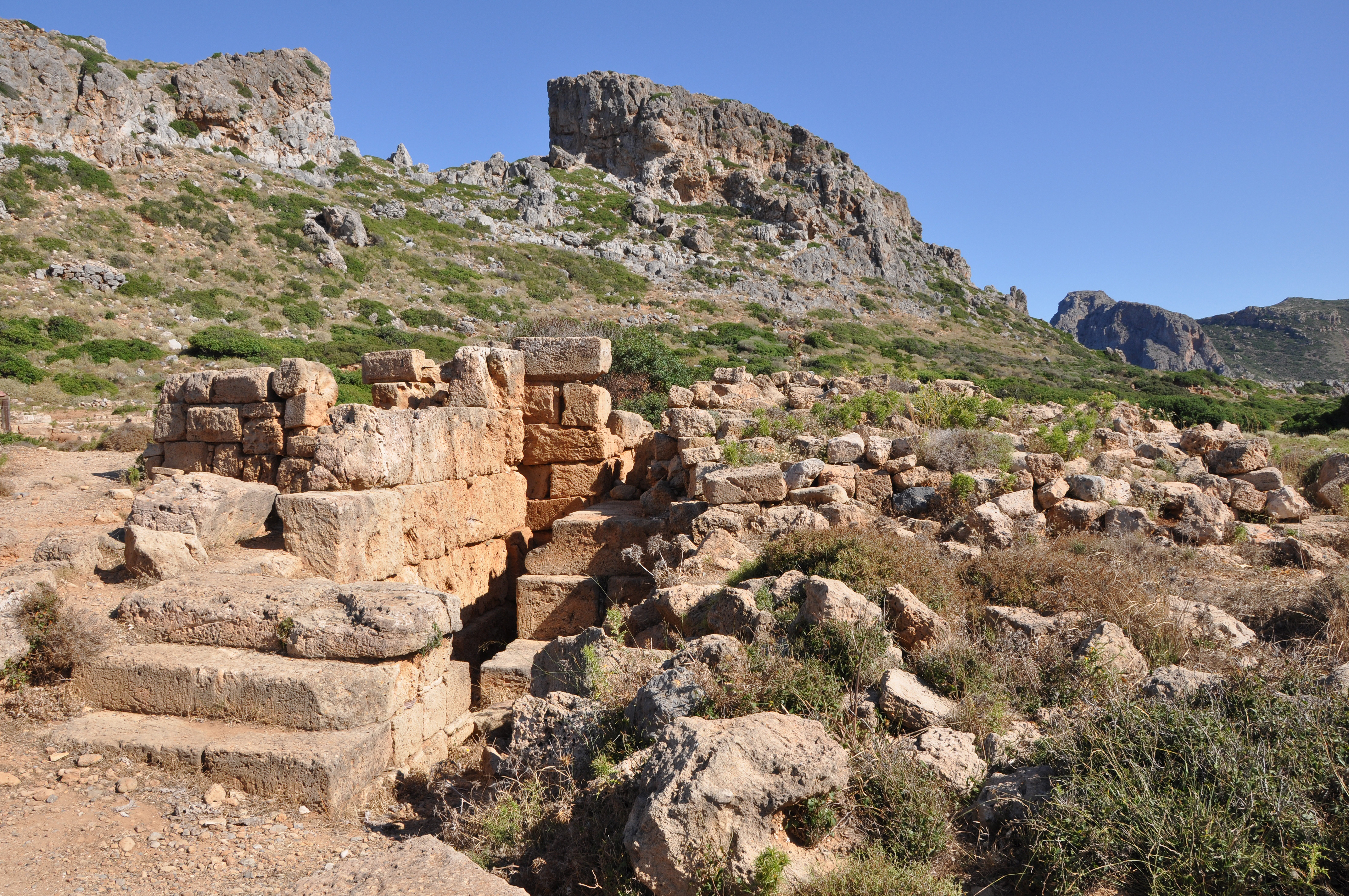
Ruïnes de l'antiga Falasarna

Dicearc de Messana explica que tenia un port tancat i un temple dedicat a Àrtemis, o més probablement a Britomartis, ja que portava l'epítet de Dictinna, "la noia de la xarxa", una nimfa companya d'Àrtemis nascuda a Creta. Estrabó diu que Falasarna era el port de l'antiga ciutat de Polirrènia, de la que distava 60 estadis. Escílax de Carianda diu que hi havia un dia de navegació a vela fins a Lacedemònia, i que era la primera ciutat que es trobava a l'oest de l'illa.
Segons Polibi, la ciutat va ser ocupada una vegada per Cidònia, però els romans els la van arrabassar i van obligar-los a deixar la ciutat.
Hi ha restes considerables de les muralles de Falasarna. En un bon estat de conservació hi ha les de la banda nord, on sembla que arribaven fins al mar. Un petit promontori era ocupat per l'acròpoli. Hi ha altres restes, la més curiosa és una immensa cadira de pedra tallada a la roca, probablement dedicada a una divinitat, potser Àrtemis. Molt a prop hi ha com unes 30 tombes excavades a la roca.
Actualment, Falasarna és una zona agrícola de camps d'oliveres i d'horts de tomaqueres, però és més coneguda per la seva llarga platja de sorra fina que visiten els turistes de Khanià i estrangers.